# Eleições estaduais em Santa Catarina em 1947
As eleições estaduais em Santa Catarina em 1947 foram realizadas em 19 de janeiro como parte das eleições no Distrito Federal, em 20 estados e nos territórios federais do Amapá, Rondônia e Roraima. Em Santa Catarina o PSD elegeu o governador Aderbal Ramos da Silva os senadores Francisco Gallotti e Lúcio Correia, o deputado federal Joaquim Ramos e fez a maioria entre os 37 deputados estaduais eleitos.
Nascido em Florianópolis, o governador Aderbal Ramos da Silva formou-se advogado em 1932 na Universidade Federal do Rio de Janeiro e ao retornar à Santa Catarina exerceu sua profissão e dirigiu o República, jornal do Partido Liberal Catarinense, legenda à qual presidiu o diretório municipal em Florianópolis. Nomeado inspetor federal de ensino pelo presidente Getúlio Vargas, exerceu a função no Ginásio Catarinense e na Faculdade de Direito da Universidade Federal de Santa Catarina. Eleito deputado estadual no pleito de outubro de 1934, teve o mandato extinto pelo Estado Novo. Designado presidente da firma Carlos Hoepcke em 1942, manteve o cargo até o ingresso no PSD sendo eleito deputado federal em 1945. Neto de Vidal Ramos e sobrinho de Nereu Ramos, renunciou ao mandato parlamentar após ser eleito governador de Santa Catarina.
Com a eleição de Nereu Ramos vice-presidente da República na forma da Constituição de 1946, sua cadeira de senador deveria ser preenchida por eleições diretas onde o vitorioso foi o advogado Francisco Gallotti. Nascido em Tijucas, formou-se em Ciências e Letras pelo Ginásio Catarinense em 1913, em Engenharia Civil na Universidade Federal do Rio de Janeiro em 1919 e em Direito na Universidade Federal Fluminense em 1936. Também jornalista e funcionário público, trabalhou em portos em Alagoas, Ceará, Pará, Rio de Janeiro, Rio Grande do Norte, Rio Grande do Sul, Santa Catarina, São Paulo e na administração do porto da cidade do Rio de Janeiro por três anos a contar de 1942. Filiado ao PSD foi eleito suplente de deputado federal pelo Distrito Federal em 1945. Diretor do Departamento Nacional de Obras Contra as Secas no governo Eurico Gaspar Dutra, afastou-se do órgão a tempo de eleger-se senador por Santa Catarina.
Na eleição para quatro anos de mandato venceu Lúcio Correia. Natural de Araquari e formado em Direito na Universidade Federal do Paraná em 1932, é advogado e desempenhou as funções de promotor de justiça em Ribeirão Claro antes de regressar a Santa Catarina onde foi delegado regional de polícia em Joinville e Secretário de Segurança nos anos finais do Estado Novo ingressando depois no PSD.

## Resultado da eleição para governador
Conforme o Tribunal Regional Eleitoral de Santa Catarina houve 179.591 votos nominais (96,34%), 2.202 votos em branco (1,18%) e 4.628 votos nulos (2,48%) resultando no comparecimento de 186.421 eleitores.
| Candidatos a governador do estado | Candidatos a vice-governador | Número | Coligação           | Votação | Percentual |
| --------------------------------- | ---------------------------- | ------ | ------------------- | ------- | ---------- |
| Aderbal Ramos da Silva PSD        | Não havia -                  | -      | PSD, PTB, PDC       | 95.740  | 53,31%     |
| Irineu Bornhausen UDN             | Não havia -                  | -      | UDN (sem coligação) | 81.313  | 45,28%     |
| Carlos Sada PRP                   | Não havia -                  | -      | PRP (sem coligação) | 2.538   | 1,41%      |

## Resultado da eleição para senador
Conforme o Tribunal Regional Eleitoral de Santa Catarina houve 342.935 votos nominais, 14.301 votos em branco e 15.606 votos nulos com a ressalva de que eram duas as cadeiras em jogo.
| Candidatos a senador da República | Candidatos a suplente de senador | Número | Coligação           | Votação | Percentual |
| --------------------------------- | -------------------------------- | ------ | ------------------- | ------- | ---------- |
| Francisco Gallotti PSD            | Ver abaixo -                     | -      | PSD, PTB, PDC       | 93.288  | 27,20%     |
| Lúcio Correia PSD                 | Ver abaixo -                     | -      | PSD, PTB, PDC       | 92.994  | 27,12%     |
| Adolfo Konder UDN                 | Ver abaixo -                     | -      | UDN (sem coligação) | 74.880  | 21,83%     |
| João Bayer Filho UDN              | Ver abaixo -                     | -      | UDN (sem coligação) | 74.576  | 21,75%     |
| José Vieira da Rosa PRP           | Ver abaixo -                     | -      | PRP (sem coligação) | 3.713   | 1,08%      |
| Eugênio Monteiro de Barros PRP    | Ver abaixo -                     | -      | PRP (sem coligação) | 3.484   | 1,02%      |

## Resultado da eleição para suplente de senador

### Chapa um do PSD
| Candidatos a suplente de senador | Candidatos a senador da República | Número | Coligação     | Votação | Percentual |
| -------------------------------- | --------------------------------- | ------ | ------------- | ------- | ---------- |
| Agripa Faria PSD                 | Francisco Gallotti PSD            | -      | PSD, PTB, PDC | 93.053  | 27,21%     |
| Orlando Brasil PSD               | Ver acima -                       | -      | PSD, PTB, PDC | 8       | zero       |
| Roberto Grossenbacher PSD        | Ver acima -                       | -      | PSD, PTB, PDC | zero    | zero       |

### Chapa dois do PSD
| Candidatos a suplente de senador | Candidatos a senador da República | Número | Coligação     | Votação | Percentual |
| -------------------------------- | --------------------------------- | ------ | ------------- | ------- | ---------- |
| Ernani Cotrin PSD                | Lúcio Correia PSD                 | -      | PSD, PTB, PDC | 92.988  | 27,19%     |
| Roberto Oliveira PSD             | Ver acima -                       | -      | PSD, PTB, PDC | 3       | zero       |
| Otacílio Costa PSD               | Ver acima -                       | -      | PSD, PTB, PDC | 3       | zero       |

### Chapa um da UDN
| Candidatos a suplente de senador | Candidatos a senador da República | Número | Coligação           | Votação | Percentual |
| -------------------------------- | --------------------------------- | ------ | ------------------- | ------- | ---------- |
| Plácido Olímpio UDN              | Adolfo Konder UDN                 | -      | UDN (sem coligação) | 62.568  | 18,30%     |
| Cid Gonzaga UDN                  | Ver acima -                       | -      | UDN (sem coligação) | 7.909   | 2,31%      |
| João de Oliveira UDN             | Ver acima -                       | -      | UDN (sem coligação) | 4.022   | 1,18%      |

### Chapa dois da UDN
| Candidatos a suplente de senador | Candidatos a senador da República | Número | Coligação           | Votação | Percentual |
| -------------------------------- | --------------------------------- | ------ | ------------------- | ------- | ---------- |
| Henrique Rupp UDN                | João Bayer Filho UDN              | -      | UDN (sem coligação) | 56.663  | 16,57%     |
| Arnoldo Luz UDN                  | Ver acima -                       | -      | UDN (sem coligação) | 13.353  | 3,90%      |
| Altino Flores UDN                | Ver acima -                       | -      | UDN (sem coligação) | 4.367   | 1,28%      |

### Chapa um do PRP
| Candidatos a suplente de senador | Candidatos a senador da República | Número | Coligação           | Votação | Percentual |
| -------------------------------- | --------------------------------- | ------ | ------------------- | ------- | ---------- |
| João Bonifácio Cabral PRP        | José Vieira da Rosa PRP           | -      | PRP (sem coligação) | 3.642   | 1,07%      |
| Luiz Magalhães Medeiros PRP      | Ver acima -                       | -      | PRP (sem coligação) | 5       | zero       |
| Antenor Douat Batista PRP        | Ver acima -                       | -      | PRP (sem coligação) | zero    | zero       |

### Chapa dois do PRP
| Candidatos a suplente de senador | Candidatos a senador da República | Número | Coligação           | Votação | Percentual |
| -------------------------------- | --------------------------------- | ------ | ------------------- | ------- | ---------- |
| Cássio Medeiros PRP              | Eugênio Monteiro de Barros PRP    | -      | PRP (sem coligação) | 3.410   | 0,99%      |
| Emílio Alexandre Sada PRP        | Ver acima -                       | -      | PRP (sem coligação) | 2       | zero       |
| Leopoldo Augusto Gerent PRP      | Ver acima -                       | -      | PRP (sem coligação) | zero    | zero       |

## Deputados federais eleitos
Relacionamos a seguir apenas o candidato eleito com informações complementares da Câmara dos Deputados.

Representação eleita
  PSD: 1

| Deputados federais eleitos | Partido | Votação | Percentual | Cidade onde nasceu | Unidade federativa |
| Joaquim Ramos              | PSD     | 82.993  | 44,51%     | Lages              | Santa Catarina     |

## Deputados estaduais eleitos
As 37 cadeiras da Assembleia Legislativa de Santa Catarina foram assim distribuídas: vinte e uma para o PSD, treze para a UDN, duas para o PTB e uma para o PRP.

Representação eleita
  PSD: 21
  UDN: 13
  PTB: 2
  PRP: 1

| Deputados estaduais eleitos  | Partido | Votação | Percentual | Cidade onde nasceu | Unidade federativa |
| Max Colin                    | UDN     | 5.044   | 2,70%      | Joinville          | Santa Catarina     |
| Pedro Lopes Vieira           | PSD     | 4.523   | 2,41%      | Atalaia            | Alagoas            |
| Rui César Feuerschuette      | PSD     | 3.950   | 2,11%      | Rio de Janeiro     | Rio de Janeiro     |
| Armando Calil Bulos          | PSD     | 3.850   | 2,06%      | Tubarão            | Santa Catarina     |
| Luís Dalcanale               | UDN     | 3.803   | 2,04%      | [ nota 7 ]         |                    |
| João Ribas Ramos             | PSD     | 3.783   | 2,02%      | Lages              | Santa Catarina     |
| Biase Agnesino Faraco        | PSD     | 3.344   | 1,79%      | Florianópolis      | Santa Catarina     |
| Protógenes Vieira            | PSD     | 3.224   | 1,72%      | Palmas             | Paraná             |
| Heitor Pereira Liberato      | PSD     | 3.148   | 1,68%      | Itajaí             | Santa Catarina     |
| Antônio Carlos Konder Reis   | UDN     | 3.059   | 1,64%      | Itajaí             | Santa Catarina     |
| Ramiro Emerenciano           | UDN     | 2.952   | 1,58%      | Barra              | Bahia              |
| Gasparino Zorzi              | PSD     | 2.917   | 1,56%      | Vacaria            | Rio Grande do Sul  |
| Waldemar Rupp                | UDN     | 2.882   | 1,54%      | Campos Novos       | Santa Catarina     |
| Cid Loures Ribas             | PSD     | 2.872   | 1,54%      | Guarapuava         | Paraná             |
| Walter Müller                | UDN     | 2.796   | 1,49%      | Blumenau           | Santa Catarina     |
| João Estivalet Pires         | PSD     | 2.791   | 1,49%      | Passo Fundo        | Rio Grande do Sul  |
| Félix Odebrecht              | PSD     | 2.768   | 1,48%      | Blumenau           | Santa Catarina     |
| Paulo de Tarso da Luz Fontes | UDN     | 2.678   | 1,43%      | Florianópolis      | Santa Catarina     |
| José Boabaid                 | PSD     | 2.619   | 1,40%      | Palhoça            | Santa Catarina     |
| Antônio de Barros Lemos      | UDN     | 2.615   | 1,40%      | Ouro Fino          | Minas Gerais       |
| Artur Müller                 | UDN     | 2.612   | 1,40%      | Blumenau           | Santa Catarina     |
| Oswaldo Bulcão Viana         | UDN     | 2.610   | 1,40%      | Florianópolis      | Santa Catarina     |
| Antenor Tavares              | PSD     | 2.534   | 1,35%      | Tijucas            | Santa Catarina     |
| Fernando Ferreira de Melo    | UDN     | 2.488   | 1,33%      | Alfenas            | Minas Gerais       |
| Orty de Magalhães Machado    | PSD     | 2.398   | 1,28%      | São Bento do Sul   | Santa Catarina     |
| Antônio Dib Mussi            | PSD     | 2.374   | 1,27%      | Laguna             | Santa Catarina     |
| Antônio Nunes Varela         | PSD     | 2.365   | 1,26%      | Laguna             | Santa Catarina     |
| Oto Augusto Guilherme Urban  | PSD     | 2.322   | 1,24%      | Joinville          | Santa Catarina     |
| Alfredo Campos               | PSD     | 2.304   | 1,23%      | Florianópolis      | Santa Catarina     |
| Raul Schaeffer               | PSD     | 2.279   | 1,22%      | Brusque            | Santa Catarina     |
| João José de Sousa Cabral    | UDN     | 2.230   | 1,19%      | Florianópolis      | Santa Catarina     |
| Aroldo Carneiro de Carvalho  | UDN     | 2.173   | 1,16%      | Canoinhas          | Santa Catarina     |
| Joaquim Pinto de Arruda      | PSD     | 2.163   | 1,16%      | São Joaquim        | Santa Catarina     |
| Wigand Persuhn               | PSD     | 2.142   | 1,14%      | Blumenau           | Santa Catarina     |
| Brás Joaquim Alves           | PTB     | 1.848   | 0,99%      | Brusque            | Santa Catarina     |
| Saulo Saul Ramos             | PTB     | 1.122   | 0,60%      | Lages              | Santa Catarina     |
| José Maria Cardoso da Veiga  | PRP     | 1.121   | 0,60%      | Blumenau           | Santa Catarina     |

## Eleições municipais
Nas eleições municipais de 23 de janeiro de 1947 o PSD elegeu 38 dos 43 prefeitos catarinenses e fez 65% dos vereadores.